# Nik Turner

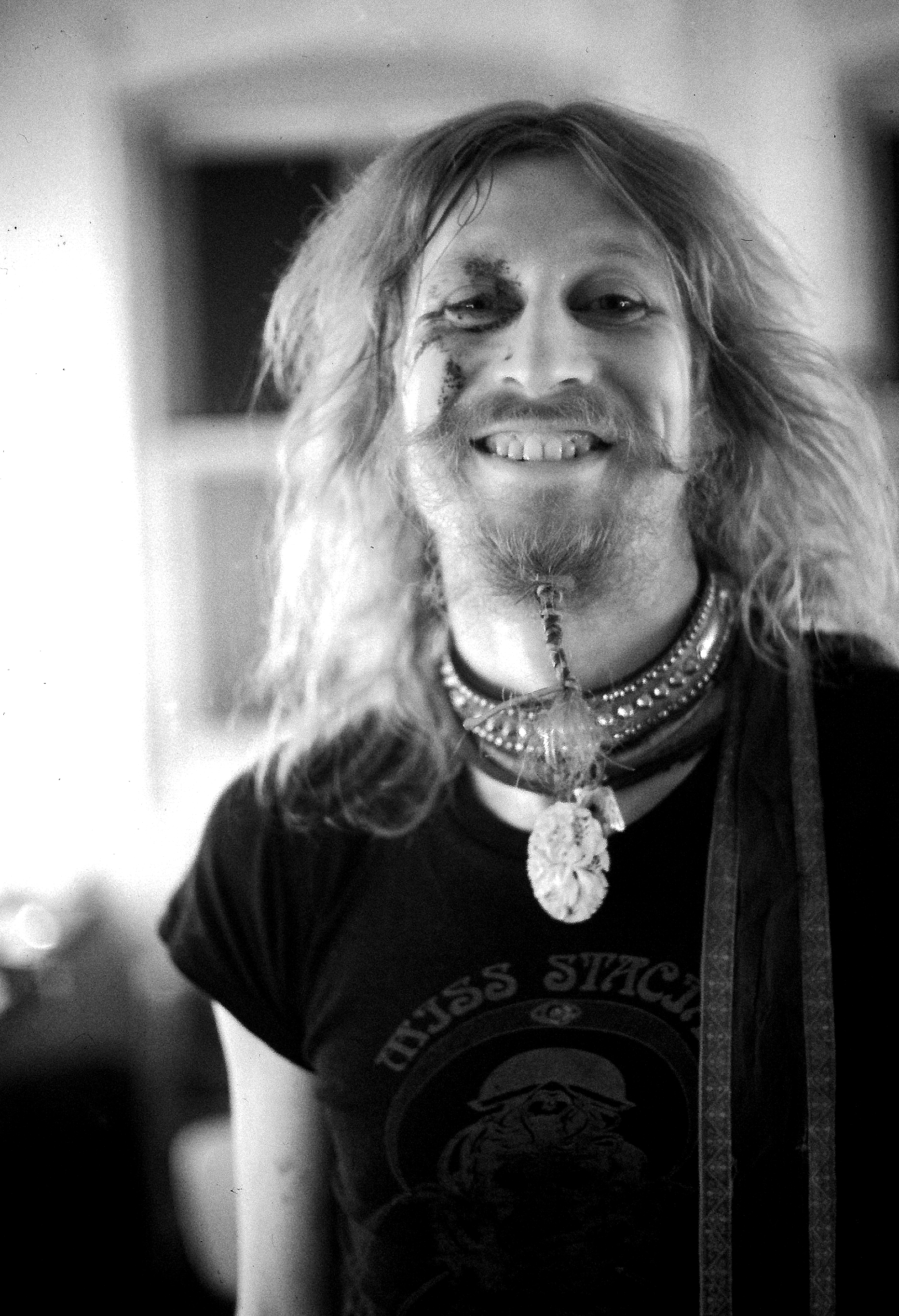
Nik Turner, 1974

Nicholas „Nik“ Turner (* 26. August 1940 in Oxford; † 10. November 2022) war ein britischer Musiker (Saxofon, Flöte, Gesang) und Songwriter. Er wurde vor allem als Mitglied der Space-Rock-Band Hawkwind bekannt.

## Biografie
Turner wurde 1940 im englischen Oxford geboren und zog im Alter von 13 Jahren mit seiner Familie nach Margate in Kent. Bei Ferienjobs freundete er sich mit Robert Calvert an. Nach seiner Ausbildung ging er für kurze Zeit zur Handelsmarine. Anschließend reiste er durch Europa, finanziert durch Gelegenheitsjobs. In Haarlem lernte er Dave Brock kennen. In Berlin begeisterte Turner sich für den Free Jazz. Anfang der 1960er hatte er Saxofon- und Flötenunterricht gehabt und gelegentlich in der Band seines Bruders gespielt, doch erst jetzt fühlte er sich bereit, „in einer Rockband Free Jazz“ zu spielen.

### 1969–76 und 1982–84: Hawkwind
Brock gründete 1969 Hawkwind, und Turner, der einen Lieferwagen besaß, arbeitete zunächst als Roadie für die Gruppe. Wegen seiner Leidenschaft für das Saxofon wurde er jedoch bald in die Band aufgenommen. Er brachte weitere Mitglieder zur Gruppe, darunter Calvert.
Turner schrieb für Hawkwind einige ihrer bekanntesten Songs, etwa Brainstorm und Master of the Universe. Als Jimi Hendrix beim Isle of Wight Festival 1970 seinen Song Foxy Lady spielte, widmete er diesen „der Katze dort drüben mit dem silbernen Gesicht“ („the cat right there with the silver face“) und meinte damit Nik Turner. 1976 wurde er jedoch von Brock aus der Band entlassen. 1982 wurde Turner von Brock eingeladen, an den Aufnahmen zum Hawkwind-Album Choose Your Masques und der anschließenden Tour teilzunehmen. Die erneute Zusammenarbeit hielt zwei Jahre, bis es wieder zum Rauswurf kam.

### 1977–86: Sphynx und Inner City Unit
Nach dem ersten Weggang von Hawkwind erhielt Turner während eines Urlaubs in Ägypten die Erlaubnis, in der Königskammer der Cheops-Pyramide drei Stunden lang Flötenaufnahmen zu machen. Zurück in England überarbeitete Steve Hillage die Bänder. Es wurde eine Gruppe namens Sphynx zusammengestellt, um eine Begleitmusik zu den Flötenaufnahmen einzuspielen. Zur Gruppe gehörten Alan Powell von Hawkwind, Mike Howlett und Tim Blake von Gong sowie Harry Williamson. Turner verfasste Texte nach dem Ägyptischen Totenbuch. Das Ergebnis wurde 1978 als Xitintoday bei Charisma Records veröffentlicht. Sphynx spielte auf größeren Festivals, darunter das Deeply Vale Festival (Aufnahmen davon erschienen später auf CD) und das Glastonbury Festival (teilweise von der BBC aufgenommen und ausgestrahlt). Sie hatten auch ihr eigenes Festival Bohemian Love-In. im Roundhouse.
Mit Williamson und Sting nahm Turner 1978 den Protestsong Nuclear Waste auf; die Band nannte sich Radio Actors. Als Gastmusiker unterstützte er die Band Mother Gong bei den Aufnahmen zu ihrem Album Fairy Tales (1979). Mit einigen der beteiligten Musiker gründete Turner die Gruppe Inner City Unit (ICU), die zwei Alben herausbrachte, 1980 Pass Out und 1981 Maximum Effect, bevor Turner wieder bei Hawkwind mitmachte. Nach seinem zweiten Weggang von Hawkwind belebte er ICU wieder. Es erschienen 1985 zwei weitere Alben, New Anatomy und The President Tapes sowie die EP Blood and Bone.

### 1987–2022
Diese Periode ist gekennzeichnet durch zahlreiche Projekte mit befreundeten Musikern. So nahm Turner mit Twink zwei Alben auf, die als Reminiszenz an frühere Jam-Sessions mit Hawkwind und den Pink Fairies unter den Namen PinkWind und HawkFairies 1995 bzw. 1996 erschienen. Turner arbeitete auch mit Bands wie Anubian Lights, die mehrere Alben veröffentlichte. Daneben hatte er auch eigene Projekte wie Nik Turner’s Fantastic All Stars, deren einziges Album Kubanno Kickasso! 2001 erschien. In den 1990ern produzierte Turner auch einige Soloalben, darunter 1993 eine Neueinspielung der Sphynx-Musik von 1978.
Im Oktober 2000 feierte Hawkwind ihr 30-jähriges Jubiläum mit dem Hawkestra-Festival, an dem auch Turner teilnahm. Genau ein Jahr später organisierte Turner eine Wiederbelebung der Greasy Truckers Party von 1972, an der Hawkwind beteiligt gewesen war. In der Folge trat Turner mit einer Band auf, die er xhawkwind.com taufte. Daraufhin ging Dave Brock mit Erfolg gerichtlich gegen Turner vor, um ihm die Nutzung des Namens „Hawkwind“ zu untersagen. Die Band bekam danach den neuen Namen Space Ritual, die auch heute noch aktiv ist. Ab 2008 spielte Turner mehrfach mit der Gruppe Space Mirrors zusammen.
Nik Turner starb im November 2022 im Alter von 82 Jahren.

## Diskografie
Nik Turners Aufnahmen mit Hawkwind siehe dort.

### Soloalben und Kollaborationen
- 1978: Nik Turnerʼs Sphynx – Xitintoday (Charisma, CDS4011)
- 1993: Nik Turner – Sphynx (Cleopatra, CLEO21352)
- 1994: Nik Turner – Prophets of Time (Cleopatra, CLEO69082)
- 1995: Nik Turner – Space Ritual 1994 Live (Cleopatra, CLEO95062) und video-DVD (Cherry Red, CRDVD136) – live
- 1995: Pinkwind – Festival of the Sun (Twink Records, TWK CD2) – live
- 1995: Anubian Lights – Eternal Sky (Hypnotic, CLEO96032)
- 1996: Hawkfairies – Purple Haze (Twink Records, TWK CD5) – live
- 1996: Anubian Lights – The Jackal and Nine EP (Hypnotic, CLEO 9666-2)
- 1996: Nik Turner – Past or Future? (Cleopatra) – live
- 1997: Nik Turner – Sonic Attack 2001 (Dossier, 8480) – Kompilation von Cleopatra-Material
- 1998: Anubian Lights – Let Not the Flame Die Out (Hypnotic, CLP 0346-2)
- 2000: Nik Turnerʼs Sphynx – Live at Deeply Vale (Ozit/Morpheus) – live 1978
- 2001–2001 A Space Rock Odyssey – Doppel-Live-CD der ersten beiden Auftritte von Space Ritual (Ozit/Morpheus CD 0055)
- 2001: Nik Turnerʼs Fantastic All Stars – Kubanno Kickasso (Ozit/Morpheus, niktcd334)
- 2007: Space Ritual – Otherwold (Esoteric Recordings)
- 2013: Nik Turner – Space Gypsy (Cleopatra)
- 2014: Space Invaders & Nik Turner – Sonic Noise Opera (Nasoni Records)
- 2017: Chromium Hawk Machine: Annunaki

### Als Gastmusiker
- 1974: Robert Calvert – Captain Lockheed and the Starfighters (United Artists, UAG 29507)
- 1975: Robert Calvert – Lucky Leif and the Longships (United Artists, UAG 29852)
- 1975: Michael Moorcock & Deep Fix – New Worlds Fair (United Artists, UAG 29732)
- 1979: Mother Gong – Fairy Tales (Charly, CHRL 5018)
- 1981: Robert Calvert – Hype (A-Side, IF 0311)
- 1981: Mother Gong – Robot Woman
- 1981: Sham 69 – The Game (Polydor, 5033)
- 1982: Catherine Andrews – Fruits (Cat Tracks, PURRLP2)
- 1982: The Astronauts – Peter Pan Hits The Suburbs (Genius)
- 1982: Big Amongst Sheep – Terminal Velocity (Rock Solid)
- 1983: Underground Zero – The Official Bootleg
- 1994: Psychic TV – Pagan Day (Cleopatra)
- 1994: Helios Creed – Busting Through the Van Allen Belt (Cleopatra, CLP 9465-2)
- 1995: The Stranglers – The Stranglers & Friends Live in Concert – live 1980
- 1995: Sting and the Radioactors – Nuclear Waste (Voiceprint, BP181CD) – recorded in 1978
- 1996: The Moor – Flux (Bishop Garden Records, BGR 03.1996.01 RM)
- 1997: Nigel Mazlyn Jones, Guy Evans and Nik Turner – Live (Blueprint, BP250CD) – live
- 1999: Dark Sun – Ice Ritual (Burnt Hippie records, BHR-004)
- 1999: 46000 Fibres – The 5th Anniversary Concerts: Set 3 (TRI 3/3)
- 1999: Babylon Whores – King Fear (Necropolis Records)
- 2001: Blue Horses – Ten Leagues Beyond World’s End
- 2003: The Jalapeños – Tear It Up (3D Discs 0002)
- 2004: Spaceseed – Future Cities of the Past Part 1 (Project 9 Records)
- 2004: Michael Moorcock and the Deep Fix – Rollercoaster Holiday (Voiceprint, VP351CD) – Demos von 1975
- 2005: Muzak – Saturnia (Elektrohasch, ATHG-4127)
- 2009: Space Mirrors – Majestic-12: A Hidden Presence (Sleaszy Rider Records, SR-0082)
- 2011: Space Mirrors – Dreams of Area 51 vinyl split single w/Acid FM (Monsterfuzz, 002)
- 2012: Space Mirrors – In Darkness They Whisper (Transubstans Records, TRANS097)
- 2012: Dodson and Fogg – Dodson and Fogg (Wisdom Twins Records, WTR01)
- 2016: Flame Tree feat. Nik Turner – Flame Tree Featuring Nik Turner (Purpke Pyramid)

### Verschiedene Künstler
- 1983: Field Marshal Slug; Punk Sax Live Genius – live
- 1985: Hawkwind, Friends and Relations Volume 2 – „The Man with the Golden Arm“
- 1995: Saucerful of Pink: A Tribute to Pink Floyd – „Careful with That Axe, Eugene“